# Igreja da Ordem Terceira do Carmo (Recife)
A Igreja Santa Teresa de Jesus da Venerável Ordem Terceira do Carmo é um templo católico localizado na cidade do Recife, capital de Pernambuco, Brasil.

## História
Construída em 1700 e, concluída sem as pinturas e a torre sineira que conhecemos hoje no ano de 1710, possui grande conjunto de pinturas dedicadas à vida de Santa Teresa de Jesus, que cobrem todo o forro e algumas paredes do templo. O autor das imagens foi João de Deus Sepúlveda, também responsável pela obra-prima da pintura barroca pernambucana presente no forro da Concatedral de São Pedro dos Clérigos. A fundação da Venerável Ordem Terceira do Carmo do Recife recua ao ano de 1695. A capela, consagrada a Santa Thereza, estava concluída, enquanto construção, em 1710. A ornamentação interior somente terminou em 1737, ocasião em que foi consagrada. A torre seria construída no século XIX, diante da proibição pela Ordem dos Terceiros de possuírem sineiras nas suas construções, à conta de certos repiques especiais que estavam impedidos de realizar por ser tal edificação uma simples capela e não uma igreja. A fachada principal possui um frontão rococó um tanto extravagante. O ano de 1803 é o da conclusão de tal frontispício. A porta principal veio de Lisboa e foi confeccionada em falso mármore de lioz.
A capela tem como partido de planta o modelo constituído de um grande salão com capela‐mor, relativamente rasa. O altar‐mor e seu retábulo se devem ao entalhador Alexandre da Silva, que trabalhou na Igreja de São Pedro dos Clérigos do Recife. No interior da capela, os altares são já do século XIX. O artista responsável pela confecção define bem a transição entre o rococó de final do século XVIII e o neoclássico vindo de Lisboa. Um forro em caixotões teve por propósito abrigar inúmeros painéis pintados pelo tenente João de Deus Sepúlveda.

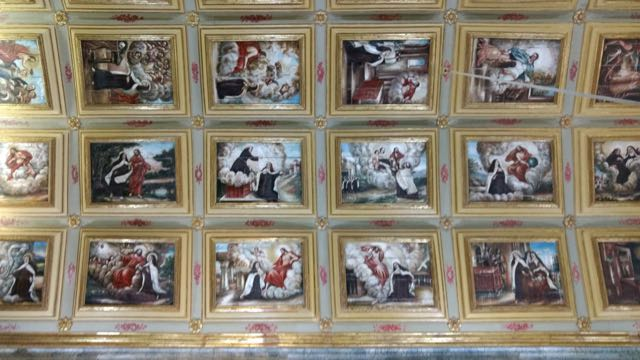
Pinturas no teto da nave.

O conjunto é impressionante. Tratam as pinturas da vida de Santa Thereza e foram encomendadas através de diversos contratos entre 1760 e 1761. Aquele artista é o mesmo do forro ilusionista de São Pedro dos Clérigos. O douramento e a pintura da sacristia são do artista Manuel de Jesus Pinto. Os arcazes da sacristia pertencem à primeira metade do século XVIII. O altar de Nossa Senhora da Soledade é da lavra do entalhador Serafim dos Anjos.